# The Last DJ
The Last DJ è l'undicesimo album discografico in studio del gruppo musicale rock Tom Petty and the Heartbreakers pubblicato nel 2002.

## Tracce
1. The Last DJ – 3:48
2. Money Becomes King – 5:10
3. Dreamville – 3:46
4. Joe – 3:15
5. When a Kid Goes Bad – 4:56
6. Like a Diamond – 4:32
7. Lost Children – 4:28
8. Blue Sunday – 2:56
9. You and Me – 3:10
10. The Man Who Loves Women – 2:53
11. Have Love Will Travel – 4:05
12. Can't Stop the Sun – 4:59

## Formazione
- Tom Petty - voce, chitarra, basso, pianoforte, ukulele
- Mike Campbell - chitarra, basso
- Benmont Tench - organo Hammond, pianoforte, tastiere
- Scott Thurston - chitarra, lap steel guitar, ukulele, cori
- Steve Ferrone - batteria
- Ron Blair - basso
- Lenny Castro - percussioni
- Lindsey Buckingham - cori